# Portrait de madame Panckoucke
Le Portrait de madame Panckoucke est un tableau peint en 1811 par Jean-Auguste-Dominique Ingres et exposé au Salon de 1814. Il représente Cécile Panckoucke née Bochet, le 12 février 1787 à Lille et morte en 1865 à Bordeaux, épouse de Henry Panckoucke. Le tableau fait partie des collections du Musée du Louvre.

## Historique
Le portrait est programmé par Ingres pour être exposé au Salon de peinture et de sculpture de 1814, au côté de celui d'Edme Bochet fils et de celui de Charles Marcotte d'Argenteuil. 
Lettre de Ingres à Charles Marcotte d'Argenteuil du jeudi 7 juillet 1814 : « Mon cher monsieur Marcotte, je réponds de suite à votre dernière dans laquelle vous vous plaignés de n'avoir reçu aucune nouvelle de moi depuis l'arrivée de votre Tableau. Il y a six semaines environ que je suis arrivé de Naples ..... Après Mr Velay, vous avez dû voir Mr Bauchet fils son épouse et son joli poupon. Les Portraits de Mme Pankouque (Panckoucke) et le sien vont grossir mon exposition. Vous m'en dirés franchement des nouvelles, si Mr Devillers y avoit le sien, je n'en serois pas fâché. ».
Le portrait de madame Panckoucke est conservé dans sa descendance jusqu'en 1921 avant d'être vendu au galeriste Georges Wildenstein. Il est ensuite acheté à la galerie par Carlos de Beistegui qui, quand il commande en 1931 son portrait au peintre Ignacio Zuloaga, se fait représenter devant le Portrait de Madame Panckoucke par Ingres. Lors de la donation sous réserve d'usufruit de 1942 au Musée du Louvre, Carlos de Beistegui lègue non seulement le Portrait de Madame Panckoucke mais également son portrait par Zuloaga. En 1953, les 2 œuvres intègrent définitivement les collections du musée. L'esprit Beistegui est respecté puisque le portrait Panckoucke et le portrait Beistegui sont présentés côte à côte dans les salles du Louvre.

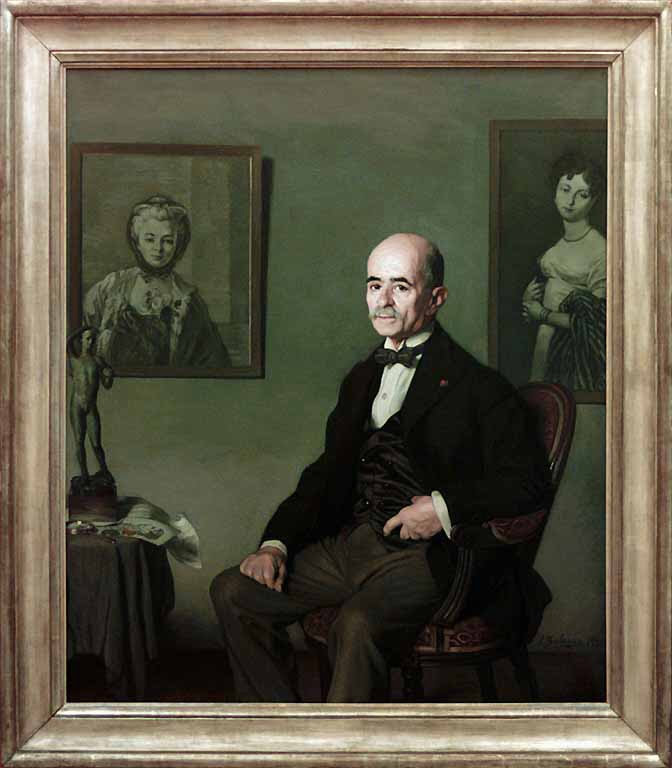
Portrait de Carlos de Beistegui par Ignacio Zuloaga

## Le modèle
Cécile Panckoucke née Bochet est une des filles d'Edme Bochet père, Administrateur de l'Enregistrement et des Domaines dont le portrait à la mine de plomb a été réalisé par Ingres et est aujourd'hui détenu par le Metropolitan Museum of Art de New York, et de Françoise Philippine de Bellier. Elle est aussi la nièce du peintre Jean François Marie Bellier (1745-1836), portraitiste et paysagiste, peintre de la reine Marie-Antoinette. Elle épouse en 1805 Henry Panckoucke. Elle est liée au peintre par sa sœur Delphine Ramel de Nogaret, qui est la mère de Delphine Ramel la seconde épouse de Jean-Auguste-Dominique Ingres.
Durant son séjour à Rome où son mari est Directeur des Domaines, elle rencontre Jean-Auguste-Dominique Ingres chez son parent Charles Marcotte d'Argenteuil et elle commande en 1811 son portrait au peintre, qui réalisa également son portrait à la mine de plomb, aujourd'hui dans les collections du (Musée Bonnat-Helleu à Bayonne). Devenue veuve le 2 octobre 1812 lors d'un voyage du couple à la cour de Naples, elle rentre en France et épouse en 1816, le baron Philippe Morande-Forgeot, directeur à l'Administration des Postes. Le baron Morande-Forgeot devient l'ami de Jean-Auguste-Dominique Ingres qui lui dédiera le portrait à la mine de plomb de 1856 de Cécile Marie Panckoucke en mariée, avec la mention « à Mr Forgeot, son très affectionné Ingres Del. 12 7bre 1856 ».